# Hos Gud är idel glädje
Hos Gud är idel glädje (orig. ”Hos Gud er idel glede”) är en psalm om jordelivet och himmelens härlighet av Johan Nordahl Brun, tryckt i den av Brun 1786 utgivna ”Evangeliske Sange”. En norsk hymnolog, J. Stene, skriver:
Inom de väcktas krets i äldre tid fanns det knappast en psalm eller andlig sång
vilken så gav uttryck åt deras lycka i Herrens gemenskap som just denna av
Brun. Särskilt i tider av andlig livaktighet sjöngs den vid snart sagt varje möte.
I de låga stugorna har mången norsk kristen avlagt sin bekännelse med att av
denna psalm sjunga strofen ”Jeg bytter ej med dårer / som har sin glede her”.
(cit. efter Oscar Lövgren: Psalm- och sånglexikon, Gummessons 1964, sp. 114).
Psalmen översattes av Lina Sandell 1872 för Oscar Ahnfelts "Andeliga sånger", som också innehöll den av Ahnfelt komponerade melodin (Ess-dur, 6/8), känd även till En liten stund med Jesus.

## Publicerad som
- Nr 284 i Hemlandssånger 1891 under rubriken "Tron".
- Nr 301 i Svensk söndagsskolsångbok 1908 under rubriken "Lärare- och föräldramöten".
- Nr 656 i Sionstoner 1935 under rubriken "Pilgrims och hemlandssånger"
- Nr 459 i Guds lov 1935 under rubriken "Hemlandssånger".
- Nr 221 i Sions Sånger 1981 under rubriken "Längtan till hemlandet".
- Nr 799 i EFS-tillägget 1986 under rubriken "Himlen" och med vissa smärre ändringar.
- Nr 719 i Psalmer och Sånger 1987 under rubriken "Framtiden och hoppet - Pilgrimsvandringen".[1]
- Nr 643 i Lova Herren 1988 under rubriken "Det himmelska hemmet"
- Nr 640 i Segertoner 1988 under rubriken "Pilgrimsvandringen".